# Израильско-киргизские отношения
Израильско-киргизские отношения — двусторонние международные дипломатические, военные, торговые, культурные и иные исторические и настоящие отношения между Кыргызстаном и Государством Израиль.
Отношения между двумя странами были установлены в марте 1992 года после получения Кыргызстаном независимости от СССР. Израиль представлен в среднеазиатской республике нерезидентным послом, который работает из столицы Казахстана города Астана.

## История
В январе 1993 года израильский МИД сообщил, что Кыргызстан планирует открыть своё посольство в Иерусалиме. Это объявление было сделано во время трёхдневного официального визита президента республики Аскара Акаева в Израиль, где его принимал глава правительства Ицхак Рабин.
В ноябре 2008 года при содействии центра МАШАВ в Чуйскую область Кыргызстана была поставлена доильная установка, а также программное обеспечение для её работы. Благодаря МАШАВу порядка 380 киргизских фермеров прошли обучение в Израиле.
В июле 2010 года израильское правительство направило груз гуманитарной помощи из медикаментов и средств гигиены для нуждающихся жителей юга Кыргызстана. Так, было отправлено 30 ящиков с медикаментами, шампунь, подгузники, зубная паста, туалетная бумага, хозяйственное и туалетное мыло и проч. В августе того же года состоялась встреча министра сельского хозяйства Кыргызстана с израильским послом Израэлем Мей-Ами, на которой обсуждалась возможность обучения киргизских фермеров в Израиле, а также поставка семян пшеницы и томатов, поиску инвесторов и открытию израильско-киргизской торговой палаты.
В июне 2014 года был подписан Меморандум о сотрудничестве между министерством сельского хозяйства Кыргызстана и израильской компанией «Emi Technologies & Financing». Меморандум предусматривает финансирование логистических центров в Кыргызстане для увеличения объемов экспортируемой сельскохозяйственной продукции. В сентябре 2014 года прошла встреча директора департамента «Евразия 2» (Центральная Азия и Кавказ) израильского МИДа с официальными лицами министерства экономики Кыргызстана. На встрече была достигнута договорённость об оказании Израилем помощи в области здравоохранения, сельского хозяйства и информационных технологий.
В августе 2015 года группа израильских офтальмологов посетила Кыргызстан для проведения ряда операций на безвозмездной основе. Глава минздрава республики встретился с израильскими специалистами и обсудил возможности обучения киргизских врачей в Израиле.
В марте 2016 года израильский посол в Кыргызстане Михаэль Бродский вручил верительные грамоты президенту Алмазбеку Атамбаеву. Президент Атамбаев в ответной речи отметил, что отношения между двумя странами «развиваются последовательно». Он также выразил желание научиться у израильтян озеленению страны, а также улучшить экологическую ситуацию.
В июне 2016 года прошла встреча мэра киргизской столицы и израильского посла, на которой обсуждались перспективы двустороннего сотрудничества. В том же месяце прошли двусторонние переговоры на уровне МИДов двух стран: особое внимание уделялось сотрудничеству в торгово-экономической и инвестиционной сферах.
2 ноября 2016 года в Бишкеке состоялось открытие фестиваля израильского кино. В том же месяце заместитель председателя Верховного суда Кыргызстана Качыке Эсенканов принял участие в работе международного семинара, проходившего в израильском городе Хайфа. Одним из организаторов семинара являлось агентство МАШАВ.